# Tropizodium
Genre
Tropizodium est un genre d'araignées aranéomorphes de la famille des Zodariidae.

## Distribution
Les espèces de ce genre se rencontrent en Océanie, en Asie du Sud-Est, en Asie de l'Est et en Asie du Sud.

## Liste des espèces
Selon World Spider Catalog (version 23.5, 04/08/2022) :
- Tropizodium bengalense (Tikader & Patel, 1975)
- Tropizodium kalami Prajapati, Murthappa, Sankaran & Sebastian, 2016
- Tropizodium kovvurense (Reddy & Patel, 1993)
- Tropizodium molokai Jocqué & Churchill, 2005
- Tropizodium murphyorum Dankittipakul, Jocqué & Singtripop, 2012
- Tropizodium peregrinum Jocqué & Churchill, 2005
- Tropizodium poonaense (Tikader, 1981)
- Tropizodium serraferum (Lin & Li, 2009)
- Tropizodium siam Dankittipakul, Jocqué & Singtripop, 2012
- Tropizodium trispinosum (Suman, 1967)
- Tropizodium viridurbium Prajapati, Murthappa, Sankaran & Sebastian, 2016

## Systématique et taxinomie
Ce genre a été décrit par Jocqué et Churchill en 2005 dans les Zodariidae.
Indozodion, placé en synonymie par Prajapati, Murthappa, Sankaran et Sebastian en 2016 a été relevé de synonymie par Zamani et Marusik en 2022.

## Publication originale
- Jocqué & Churchill, 2005 : « On the new genus Tropizodium (Araneae: Zodariidae), representing the femoral organ clade in Australia and the Pacific. » Zootaxa, no 944, p. 1-10.